# Сибекју (Аризона)
Сибекју (енгл. Cibecue) насељено је место без административног статуса у америчкој савезној држави Аризона.

## Демографија
По попису из 2010. године број становника је 1.713, што је 382 (28,7%) становника више него 2000. године.
| Група             | 2000.     | 2010.     |
| Белци             | 32 (2,4%) | 13 (0,8%) |
| Афроамериканци    | 1 (0,1%)  | 2 (0,1%)  |
| Азијати           | 2 (0,2%)  | 29 (1,7%) |
| Хиспаноамериканци | 27 (2,0%) | 32 (1,9%) |
| Укупно            | 1.331     | 1.713     |